# Alina Biernacka
Alina Biernacka (ur. 30 września 1942 w Warszawie) – polska artystka malarka i poetka, córka kompozytorki i skrzypaczki Grażyny Bacewicz, siostrzenica poetki Wandy Bacewicz, matka malarki i pisarki Joanny Sendłak. 
Ukończyła studia na Wydziale Malarstwa (pracownia prof. Jana Cybisa) ASP w Warszawie. Debiutowała w 1974 na łamach tygodnika Kultura jako poetka. Wiersze publikowała w Więzi, Sycynie, Wyspie, Migotaniach, przejaśnieniach, Migotaniach. 

## Tomiki wierszy
- Ziemie polarne (1977)
- Słuchanie muzyki (1987)
- Obraz dachu (1992)
- Teoria słuchania (2003)
- Ptaki ze snów  (2015)[3]
- Kiedyś, jednak (2021)
- Rok, który umyka (2023)